# Brehov
Brehov es un municipio del distrito de Trebišov en la región de Košice, Eslovaquia, con una población estimada a final del año 2024 de 564 habitantes.
Se encuentra ubicado al este de la región, en la cuenca hidrográfica del río Ondava (afluente del río Bodrog que, a su vez, lo es del Tisza), y cerca de la frontera con la región de Prešov y Hungría.

## Demografía
| Año        | 1994 | 2004    | 2014    | 2024 |
| ---------- | ---- | ------- | ------- | ---- |
| Población  | 671  | 637     | 600     | 564  |
| Diferencia |      | −5,06 % | −5,80 % | −6 % |

| Año        | 2023 | 2024    |
| ---------- | ---- | ------- |
| Población  | 576  | 564     |
| Diferencia |      | −2,08 % |